# Hołoszeń
Hołoszeń (Scirpoides) – rodzaj roślin z rodziny ciborowatych (Cyperaceae). Należą do niego cztery gatunki. Rośliny te występują w Europie, północnej i południowej Afryce, w południowo-zachodniej Azji oraz w Meksyku. W Polsce rośnie tylko hołoszeń główkowaty S. holoschoenus.

## Systematyka
Pozycja systematyczna według Angiosperm Phylogeny Website (aktualizowany system APG IV z 2016)
Rodzaj należy do rodziny ciborowatych (Cyperaceae) z rzędu wiechlinowców (Poales) stanowiącego jeden z kladów jednoliściennych (monocots). W obrębie rodziny należy do plemienia Cypereae w obrębie podrodziny Cyperoideae.
Wykaz gatunków
- Scirpoides burkei (C.B.Clarke) Goetgh., Muasya & D.A.Simpson
- Scirpoides holoschoenus (L.) Soják – hołoszeń główkowaty
- Scirpoides mexicana (C.B.Clarke) Goetgh. ex C.S.Reid & J.R.Carter
- Scirpoides varia Browning